# Spaubeek vasútállomás
Spaubeek vasútállomás vasútállomás Hollandiában, Beek községben, Spaubeek településen.

## Vasútvonalak
Az állomást az alábbi vasútvonalak érintik:
- Sittard–Herzogenrath-vasútvonal

## Kapcsolódó állomások
A vasútállomáshoz az alábbi állomások vannak a legközelebb:
- Geleen Oost vasútállomás (északnyugat)
- Schinnen vasútállomás (délkelet)